# Stanley Cup Finals 1920
Le Stanley Cup Finals 2020 sono state la sfida tra la squadra campione della stagione NHL 1919-1920, gli Ottawa Senators, e la squadra campione del campionato PCHA 1919-1920, i Seattle Metropolitans. La serie, al meglio delle 5 gare, si è tenuta in parte a Ottawa (Canada), presso la The Arena, e in parte a Toronto, presso l'Arena Gardens: lo spostamento si è reso necessario a causa del clima eccessivamente mite di Ottawa, che ha reso il ghiaccio non adatto a disputare tutta la serie, costringendo l'organizzazione a far disputare le ultime due partite della serie a Toronto. Le Finals sono state vinte dai Senators, aggiudicandosi la serie con il punteggio di 3-2.
Si tratta dell'ultima edizione delle Stanley Cup Finals ad aver visto come protagonista una squadra della West Coast degli Stati Uniti fino alle Finals del 1993 (che hanno visto la partecipazione dei Los Angeles Kings). Inoltre si è trattata dell'ultima partecipazione alle Stanley Cup Finals di una squadra di Seattle.

## Formato
A differenza della precedente edizione, il regolamento adottato prevedeva la disputa di una serie al meglio delle 5 gare, adottando alternativamente per ogni gara il regolamento NHL e il regolamento PCHA.
Ci sono state notevoli discussioni sul fattore casa di questa edizione delle Finals. Sottolineando che la precedente edizione delle Finals non si fosse conclusa (a causa della pandemia di influenza spagnola), i Seattle Metropolitans e la PCHA hanno chiesto che le Finals 1920 venissero disputate a Seattle. Di parere contrario, invece, la NHL e gli Ottawa Senators. Per trovare un compromesso, la PCHA ha successivamente proposto che la serie venisse disputata a Winnipeg, senza però trovare il consenso da parte della NHL. Alla fine la serie venne regolarmente disputata ad Ottawa (e poi a Toronto per le pessime condizioni del ghiaccio nella The Arena).

## Squadre partecipanti

### Ottawa Senators
Gli Ottawa Senators hanno raggiunto le Stanley Cup Finals grazie alla loro prima posizione ottenuta sia nella First Half che nella Second Half della regular season del campionato NHL 1919-2020, il che ha reso possibile non disputare le NHL Championship Finals.

### Seattle Metropolitans
I Seattle Metropolitans hanno concluso la regular season del campionato PCHA 1919-20 al 1° posto, con 12 vittorie e 10 sconfitte, dovendo però affrontare e battere i Vancouver Millionaires nelle PCHA Championship Finals in due gare (con il punteggio aggregato di 7-3).

## Serie
| Squadra 1       | Totale | Squadra 2             | Gara 1 | Gara 2 | Gara 3 | Gara 4 | Gara 5 |
| --------------- | ------ | --------------------- | ------ | ------ | ------ | ------ | ------ |
| Ottawa Senators | 3–2    | Seattle Metropolitans | 2–3    | 0–3    | 3–1    | 2–5    | 6–1    |

## Gara 1

### Tabellino
| Arbitro: | Cooper Smeaton |

| |            |                                                                                        |
| 1° periodo nessun goal 2° periodo F. Nighbor (1) 14:15 3° periodo F. Nighbor (2) 10:00 J. Darragh (1) 16:00 | Marcatori  | 1° periodo 10:25 (1) F. Foyston 2° periodo 06:45 (2) F. Foyston 3° periodo nessun goal |
| 1° periodo nessuna penalità 2° periodo nessuna penalità 3° periodo (minor) S. Cleghorn                      | Penalità   | 1° periodo nessuna penalità 2° periodo B. Rowe (major) 3° periodo F. Foyston (minor)   |
| Pete Green                                                                                                  | Allenatori | Pete Muldoon                                                                           |

## Gara 2

### Tabellino
| Arbitro: | Cooper Smeaton |

| |            |                                                                                     |
| 1° periodo J. Darragh (2) 14:00 2° periodo nessun goal 3° periodo E. Gerard (1) 06:00 F. Nighbor (3) 19:00 | Marcatori  | 1° periodo nessun goal 2° periodo nessun goal 3° periodo nessun goal                |
| 1° periodo nessuna penalità 2° periodo (minor) E. Gerard 3° periodo nessuna penalità                       | Penalità   | 1° periodo nessuna penalità 2° periodo B. Rowe (minor) 3° periodo M. Murray (minor) |
| Pete Green                                                                                                 | Allenatori | Pete Muldoon                                                                        |

## Gara 3

### Tabellino
| Arbitro: | Cooper Smeaton |

|                                                                                     |            |                                                                                                |
| 1° periodo G. Boucher (1) 06:00 2° periodo nessun goal 3° periodo nessun goal       | Marcatori  | 1° periodo 09:00 (3) F. Foyston 2° periodo 12:00 (4) F. Foyston 3° periodo 09:30 (1) R. Rickey |
| 1° periodo nessuna penalità 2° periodo nessuna penalità 3° periodo nessuna penalità | Penalità   | 1° periodo nessuna penalità 2° periodo nessuna penalità 3° periodo nessuna penalità            |
| Pete Green                                                                          | Allenatori | Pete Muldoon                                                                                   |

## Gara 4

### Tabellino
| Arbitro: | Cooper Smeaton |

| |            | |
| 1° periodo nessun goal 2° periodo F. Nighbor (4) 02:00 F. Nighbor (5) 11:00 3° periodo nessun goal | Marcatori  | 1° periodo 03:00 (5) F. Foyston 08:00 (1) B. Rowe 2° periodo 08:00 (1) J. Walker 3° periodo 02:00 (2) R. Rickey 05:00 (6) F. Foyston |
| 1° periodo nessuna penalità 2° periodo nessuna penalità 3° periodo nessuna penalità                | Penalità   | 1° periodo F. Foyston (minor) 2° periodo nessuna penalità 3° periodo nessuna penalità                                                |
| Pete Green                                                                                         | Allenatori | Pete Muldoon |

## Gara 5

### Tabellino
| Arbitro: | Cooper Smeaton |

| |            |                                                                                       |
| 1° periodo G. Boucher (2) 14:00 2° periodo nessun goal 3° periodo J. Darragh (3) 05:00 E. Gerard (2) 10:00 J. Darragh (4) 13:00 J. Darragh (5) 14:00 F. Nighbor (6) 14:30 | Marcatori  | 1° periodo 10:00 (2) B. Rowe 2° periodo nessun goal 3° periodo nessun goal            |
| 1° periodo nessuna penalità 2° periodo (minor) F. Nighbor 3° periodo nessuna penalità                                                                                     | Penalità   | 1° periodo nessuna penalità 2° periodo F. Foyston (minor) 3° periodo nessuna penalità |
| Pete Green | Allenatori | Pete Muldoon                                                                          |

## Cronaca
La divisa dei Seattle Metropolitans, di colore verde, rosso e bianca, avrebbe potuto creare confusione con quella nera, rossa e bianca degli Ottawa Senators. La squadra di Ottawa, quindi, accetta di disputare tutta la serie con delle felpe di colore bianco. Come da tradizione, ad ogni gara è applicato in alternanza il regolamento NHL e il regolamento PCHA.
Il faceoff di Gara 1 vede come ospite d'onore William Foran, uno dei membri del trust della Stanley Cup, con i due centri titolari di entrambe le squadre, Frank Nighbor (Ottawa) e Frank Foyston (Seattle). Già dopo pochi minuti dall'inizio di Gara 1 ci si rende conto delle gravi conseguenze sul ghiaccio delle temperature miti registrate in quei giorni nella città canadese: un ghiaccio eccessivamente morbido e delle vere e proprie pozzanghere sparse sul rink. Nel 1° periodo Foyston segna due goal per i Metropolitans, mentre nel 2° periodo, dopo appena 40 secondi dall'inizio, Nighbor accorcia le distanze con un tiro deviato da Bernie Morris sul momentaneo 1-2 per Seattle. Quindi, a metà del 3° periodo, i Senators pareggiano sempre con Nighbor. A 4 minuti dalla conclusione di Gara 1, infine, arriva il goal del vantaggio per i canadesi con Jack Darragh, su assist di Eddie Gerard.
Ospite d'onore per Gara 2 è il sindaco di Vancouver, Robert Gale, in una gara che si disputa 7 contro 7 (secondo il regolamento PCHA) e con pessime condizioni del ghiaccio. Nonostante lo svantaggio regolamentare, tuttavia, i Senators si impongono con uno shutout grazie alla grande prestazione del loro goalie, Clint Benedict. Nel 1° periodo Darragh porta avanti i Senators e, dopo un 2° periodo a reti inviolate, nell'ultima frazione Gerard semina il panico nella difesa dei Metropolitans e segna dopo 6 minuti il momentaneo 2-0 per i canadesi. Quindi, Frank Nighbor sigilla il definitivo 3-0 per i Senators ad 1 minuto dalla conclusione, fissando il punteggio momentaneo della serie sul 2-0.
Prima dell'inizio di Gara 3 viene sparsa della neve fresca sul ghiaccio della The Arena per rendere il rink più duro, per poi essere rimosso. Tuttavia, con l'andare avanti della partita, la situazione peggiora notevolmente. Gara 3 vede i Metropolitans imporsi per 3-1 sui Senators, riaprendo i giochi della serie, in una partita degna di nota per non aver visto alcuna penalty comminata dall'arbitro e per l'ottima prestazione di Benedict a difesa della porta dei Senators, che riesce a tenere aperta Gara 3 per i canadesi fino alla fine. A 5 minuti dall'inizio del 1° periodo Georges Boucher porta avanti i Senators. Quindi, a 2 minuti dalla fine della prima frazione, arriva il pareggio dei Metropolitans con Frank Foyston. Nel 2° periodo lo stesso Foyston porta in vantaggio la squadra di Seattle sul momentaneo 2-1, grazie anche a Jack Walker, che precedentemente ruba il puck a Darragh e serve l'assist a Foyston. Quindi, nel 3° periodo, Roy Rickey sigla il definitivo 3-1 per i Seattle Metropolitans sul secondo assist della partita di Walker, riaprendo la serie sul 2-1.
Con il rink di Ottawa non più praticabile, le due leghe si accordano per continuare la disputa della serie a Toronto, presso l'Arena Gardens, data l'indisponibilità ad Ottawa di un altro impianto capace di produrre ghiaccio artificialmente. Alle prime proteste dei Senators segue la decisione ferma del presidente della NHL, Frank Calder.
Gara 4 inizia subito a favore dei Metropolitans che, dopo 4 minuti dall'inizio del 1° periodo con Foyston, si portano in vantaggio sui Senators, a cui segue il raddoppio di Bobby Rowe all'8° minuto. All'inizio del 2° periodo i Senators accorciano le distanze con Nighbor, ma subito arriva il nuovo allungo della squadra di Seattle, con Jack Walker, a cui risponde Ottawa nuovamente con Nighbor. Quindi, nel 3° periodo, i Metropolitans segnano altre due reti, chiudono Gara 4 sul punteggio di 5-2 in loro favore e riescono a pareggiare la serie sul 2-2, rimandando tutto alla decisiva Gara 5.
La partita decisiva vede i Metropolitans andare in vantaggio con Rowe nel 1° periodo, ma i Senators reagiscono e segnano i successivi 6 goal consecutivi. Dopo 4 minuti dalla rete di Seattle arriva il pareggio dei Senators con Boucher. La partita rimane sulla parità fino al 3° periodo, quando arriva il goal decisivo di Darragh e poi il raddoppio di Gerard. La vittoria arriva definitivamente con la terza rete di Darragh e con Nighbor, che chiudono la partita sul 6-1 e la serie sul 3-2, portando la Stanley Cup ad Ottawa.

Dopo Gara 5, Frank Foyston, attaccante dei Metropolitans, riconosce apertamente la superiorità dei Senators e soprattutto della loro linea offensiva:
Quello che sono riusciti a fare quei ragazzi è stato straordinario. Pensavo che li avessimo in pugno fino all'infortunio di Rowe, ma intanto Ottawa si era ripresa e nel 3° periodo ci hanno travolto. Nighbor ha messo in crisi la nostra linea con la sua velocità e il suo poke check, e nessuno riusciva a fermare Darragh e Gerard. Darragh ha segnato tre goal in tre minuti ed Harry Holmes mi ha confessato dopo che era come se vedesse tre o quattro Darragh sul ghiaccio da quanto correva su e giù. Quel ragazzo non è umano quando si accende. Ci è dispiaciuto perdere, ma siamo stati battuti da una squadra straordinaria. Ne possiamo essere orgogliosi per questo sport.

Frank Foyston, attaccante dei Seattle Metropolitans, dopo le Stanley Cup Finals 1920.
Considerando tutta la serie, Frank Nighbor (Senators) ha messo a referto 6 goal, mentre Frank Foyston (Metropolitans) e Darragh (Senators) ne hanno segnati 5 a testa. Clint Benedict, goalie dei Senators, ha fatto registrare una GAA di 2.20, mentre il suo avversario Hap Holmes 3.00. Per quest'ultimo era la 4ª partecipazione consecutiva alle Finals, nonché la sua 5ª complessiva (vi ha preso parte nel 1914, 1917, 1918, 1919 e in questa edizione). Ogni giocatore dei Senators ha ricevuto come premio 390,19 dollari, mentre ogni giocatore dei Metropolitans hanno ricevuto 319,39 dollari.

## L'incisione sullaStanley Cup
La coppa è stata consegnata agli Ottawa Senators da William Foran, membro del trust gestore del trofeo. I Senators, tuttavia, non hanno mai successivamente aggiunto un'iscrizione nella coppa in ricordo della vittoria del campionato NHL. Soltanto nel 1948, una volta che il trofeo è stato ridisegnato completamente, è stata incisa la scritta "1919-20 Ottawa Senators" in ricordo della vittoria con la lista dei giocatori e membri dello staff tecnico della squadra.
| 1919-20 Ottawa Senators | 1919-20 Ottawa Senators | 1919-20 Ottawa Senators                                          | 1919-20 Ottawa Senators |
| Players | Players | Players                                                          | Players                 |
| Centres | Wingers | Defencemen                                                       | Goaltenders             |
| --- | --- | ---------------------------------------------------------------- | ----------------------- |
| - 9 – Frank Nighbor | - 5 – Eddie Gerard (C) - 3 – Jack MacKell^ - 4 – George "Buck" Boucher‡ - 6 – Jack Darragh (Sub-Goalie) - 7 – Harry Punch Broadbent - 8 – Cy Denneny | - 2 – Sprague Cleghorn - 10 – Morley Bruce - 11 – Horace Merrill | - 1 – Clint Benedict    |
| Coaching and administrative staff | |                                                                  |                         |
| - Edwin Ted Dey (President / Owner) - Frank Ahearn (Hon. President / Owner) - Tommy Gorman (Manager / Secretary / Owner) - Pete Green (Coach) - Frank Dolan (Trainer) - Lorne Graham (Team Doctor) | |                                                                  |                         |

^ – Ha giocato anche come difensore.

‡ – Ha giocato le Stanley Cup Finals come rover.